# Непарноноздрёвые
Непарноноздрёвые, или цефаласпидоморфы, или одноноздрёвые (лат. Cephalaspidomorphi), — класс вымерших бесчелюстных. Ранее считалось, что у таксона есть невымершие представители — миногообразные, но затем по результатам исследований стали говорить о конвергентной эволюции между миногообразными и непарноноздрёвыми.

## Описание
Голова сверху покрыта почти сплошным костным щитом (Osteostraci) или голова и все тело покрыто несколькими рядами относительно мелких пластинок, снаружи имеющих бугорчатый слой дентина. В отличие от парноноздрёвых это уже настоящая кость, с характерной гистологической структурой. Размеры животных от 5 до 60 см. Форма тела сплющенная дорзо-вентрально. У части форм, видимо, были подвижные грудные плавники. Обонятельная капсула открывалась наружу одной ноздрей, но у галеаспидообразных и питуриаспидообразных в неё открывались два носовых мешка. В экзоскелете, кроме дентина и аспидина, у некоторых есть костная ткань с остеоцитами, а в эндоскелете — перихондральные окостенения. Жаберные мешки (10—15 пар) открывались наружу на боках или нижней стороне тела самостоятельными отверстиями.

## Классификация
Классификация таксона не устоялась. По мнению Нельсона с соавторами (2016), в класс включают следующие вымершие отряды:
- Cephalaspidiformes [syn. Osteostraci] — Цефаласпидообразные, или костнощитковые, или остеостраки[3]
- Galeaspidiformes — Галеаспидообразные[12]
- Pituriaspidiformes [syn. Pituriaspida] — Питуриаспидообразные[13]